# 離婚同居
『離婚同居』（りこんどうきょ）は、柏屋コッコによる日本の漫画作品。『週刊コミックバンチ』（新潮社）にて2007年43号から2008年14号まで連載された。単行本は全2巻。
2010年5月からNHK総合でドラマ化されることが発表された。出演者は阿部サダヲ、佐藤江梨子など。これに伴い、続編となる2ndシーズンが2010年13号から2010年39号まで連載された。

## ストーリー
ある日、妻・春美に離婚を言い渡された鈴木竜次。今まで家庭を顧みることなかった彼は離婚届を提出。それから1か月後、元妻は結婚前の美しい姿で彼の前に現れ、双子の娘達と同居することに……。

## 登場人物
鈴木竜次

春美

リカ・ユカ

林原

## テレビドラマ

### キャスト
- 小中大：阿部サダヲ
- 一之瀬直子（大の元妻、元モデル）：佐藤江梨子
- 一之瀬百々（大と直子の一人娘）：北村燦來
- 一之瀬寿太郎：ト字たかお
- 一之瀬雅美：奥田恵梨華
- 林原亜美（大の浮気相手）：小林涼子
- 柳下美里：西田尚美
- 高岡哲也：永井大
- 篠山貴臣：尾美としのり
- 小笠原静香：大久保佳代子（オアシズ）
- 早乙女淳一：東幹久
- 小中徹子（大の母）：江波杏子
- 語り：大滝秀治

### 各話の主なゲスト
第1話
- 成瀬珠美 - 加藤治子：夫が大嫌いだったセロリを持参して遺影を撮影した老女。

第2話
- 鈴木幸次郎 - 林家木久扇：大が遺影写真を撮った女装癖の男。
- 若尾社長 - 長谷川初範：下着メーカー「WAKAO」社長。直子をCMモデルに推薦する。

第3話
- 島崎敬三 - 神山繁：元警察官。警察制服姿で遺影を撮影した。

第4話
- 岡本千代 - 島かおり：大が遺影写真を撮った老女。新橋の元芸者で、長年川端の愛人だった。
- 川端龍平 - 宝田明：元官房長官。

最終話
- 田島寿美子 - 淡路恵子
- 大橋 - 大滝秀治：大の住むアパートの管理人。
- 秋山 - 永井一郎
- 秋山夫人 - 谷育子
- 米澤和人 - 奥野匡

### スタッフ
- 脚本 - 田辺満、牟田桂子
- 音楽 - 松本晃彦
- 演出 - 白井博、石井永二、菅原康洋
- 制作統括 - 田村文孝、高城朝子
- 制作・著作 - NHK、テレビマンユニオン